# Santa Cruz (Almodôvar)

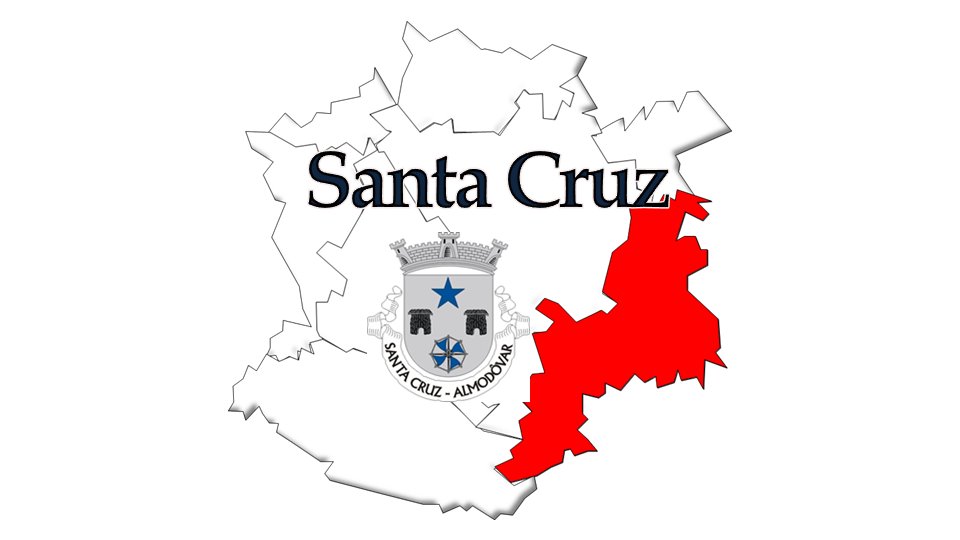
Freguesia de Santa Cruz

Santa Cruz é uma povoação portuguesa sede da Freguesia de Santa Cruz do Município de Almodôvar, freguesia com 123,38 km² de área e 483 habitantes (censo de 2021), tendo, por isso, uma densidade populacional de 3,9 hab./km².

## Demografia
A população registada nos censos foi:
| Distribuição da População por Grupos Etários | Distribuição da População por Grupos Etários | Distribuição da População por Grupos Etários | Distribuição da População por Grupos Etários | Distribuição da População por Grupos Etários |
| -------------------------------------------- | -------------------------------------------- | -------------------------------------------- | -------------------------------------------- | -------------------------------------------- |
| Ano                                          | 0-14 Anos                                    | 15-24 Anos                                   | 25-64 Anos                                   | > 65 Anos                                    |
| 2001                                         | 87                                           | 101                                          | 418                                          | 292                                          |
| 2011                                         | 51                                           | 50                                           | 291                                          | 259                                          |
| 2021                                         | 26                                           | 33                                           | 195                                          | 229                                          |

## Património
- Capela de São Bento
- Casa com Chaminé em Dogueno
- Casas térreas em Dogueno na Estrada Nacional 2
- Cemitério de Santa Cruz
- Igreja Paroquial de Corte Figueira Mendonça
- Igreja Paroquial de Santa Cruz
- Igreja de Santo António
- Moinhos de vento